# 경 (천간)
경(庚)은 천간의 일곱째이다. 오행에서는 금(金)에 속하며, 음양에서는 양(陽)에 해당한다.

## 경을 포함한 간지
- 경오
- 경진
- 경인
- 경자
- 경술
- 경신

## 같이 보기
- 천간